# Ratchet et Clank (film)
Pour la série de jeux vidéo, voir Ratchet and Clank.
Pour plus de détails, voir Fiche technique et Distribution.
Ratchet et Clank (intitulé Ratchet & Clank dans sa version originale) est un film d'animation et d'aventure américano-canadien de Kevin Munroe (en) et Jericca Cleland, sorti en 2016. Il est fondé sur la série de jeux vidéo Ratchet and Clank.
Le film raconte une histoire autonome qui relate les événements de la série de jeux vidéo. Ratchet rencontre Clank pour la première fois alors qu'ils tentent de sauver la galaxie Solana de la destruction aux mains du président Drek et des Blarg. Au fur et à mesure que le film progresse, il développera divers éléments de l'intrigue et incorporera également certains détails de la série originale, tels que l'introduction de Doctor Nefarious et des Galactic Rangers.

## Synopsis
Le film s'ouvre sur un discours du président blarg Drek à ses concitoyens, avant qu'il n'utilise son vaisseau-arme, le Déplanétiseur, pour détruire la planète inhabitée Ténémule. La destruction de Ténémule provoque une grande peur dans la galaxie de Solana, contraignant le président à ordonner au capitaine Qwark, chef des Rangers Galactiques, à recruter un nouveau membre dans son équipe déjà composé de Cora (l'agilité), Brax (le costaud) et Elaris (le cerveau). Ils commencent alors une tournée dans la galaxie entière.
Sur la planète Veldin, un jeune lombax mécanicien du nom de Ratchet, rêvant d'aventure, se présente aux auditions mais est refusé à cause de son casier judiciaire comportant de nombreuses infractions. Sur Quartu, la planète des Blargs, Drek ordonne au docteur Néfarious, scientifique ayant construit le Déplanétiseur, de construire une armée de robots pour affronter les Rangers à leur QG sur la planète Kerwan et les éliminer avant qu'ils ne deviennent gênants. Toutefois, une coupure d'électricité provoque un dysfonctionnement de la chaîne de production et la création d'un robot plus petit que ceux ayant été créés avant. Le robot étant une anomalie, il est détecté par le système et pris en chasse par Victor Von Ion, le lieutenant robot de Drek, mais parvient à s'échapper à bord d'un vaisseau malgré les dégâts d'un tir de Victor subis par ce dernier.
Sur Veldin, malgré la tentative de réconfort de son mentor Grimroth, Ratchet est déprimé à la suite de son refus chez les Rangers. En pleine réflexion, il voit le vaisseau endommagé du robot s'écraser non loin du garage. Se rendant sur place, il sauve in extremis le robot de l'explosion du vaisseau. Une fois remis sur pied, le robot, renommé Clank par Ratchet, l'informe qu'il doit prévenir les Rangers de l'attaque imminente de Drek. Ratchet accepte de l'emmener à eux, se faisant passer pour un de leurs amis. Ils arrivent toutefois trop tard à Aleero City : l'armée de Drek, dirigée par Victor a déjà commencé son attaque. Obligé alors d'admettre qu'il a menti à Clank sur ses relations avec les Rangers, les deux nouveaux amis ont néanmoins l'idée d'utiliser le magnétiseur du vaisseau de Ratchet en le reprogrammant uniquement sur le raritanium, dont sont faits les robots de Drek. Tous, à l'exception de Victor qui prend la fuite, sont attirés par le magnétiseur et propulsé avec leur élan sur leur vaisseau de guerre.
Ratchet et Clank sont accueillis une fois au sol comme des héros et Qwark informe alors les journalistes qu'ils sont officiellement les nouveau membres de Rangers tandis que Clank annonce que le responsable de l'attaque et de la destruction des planètes n'est autre que Drek. Sur le Déplanétiseur, Drek blâme Néfarious et Victor pour l'échec de l'attaque. Néfarious suggère à Drek de ne plus utiliser la force contre les Rangers mais plutôt le désir de popularité de Qwark afin de le corrompre à leur compte. En effet, Qwark remarque que Ratchet est bien plus sur le devant de la scène depuis l'attaque que lui, éveillant une certaine jalousie chez lui. Ratchet est progressivement formé au combat tandis que Clank assiste Elaris dans son travail. Ces derniers remarquent, en reconstituant les débris des planètes détruites par Drek, que certains morceaux manquent. Mais le reste des Rangers accordant peu d'importance aux travaux d'Elaris, ne cherchent pas à les écouter.
L'équipe décide d'attaquer l'usine de Drek sur Quartu, malgré les réticences d'Elaris. L'équipe se sépare et est attaquée par des Mr Zurkons. Tandis que Drek confronte Qwark en lui proposant de l'aider à faire remonter sa cote de popularité, Cora, Ratchet et Clank trouvent sur l'ordinateur de l'usine dont ils prennent les données qu'il contient. Ils ne peuvent empêcher Drek de s'enfuir mais capturent son robot Zed qui, après interrogatoire, leur indique la prochaine cible du Déplanétiseur : la planète Novalis qui contrairement aux quatre premières planètes, est habitée.
À leur arrivée, les habitants ont déjà commencé l'évacuation en voyant le Déplanétiseur en orbite. Qwark ayant entre-temps piraté les systèmes d'armement des Rangers, Cora et Brax décident de se replier tandis que Ratchet fonce vers le Déplanétiseur malgré le feu nourri des tourelles et parvient à s'en approcher suffisamment avant que son vaisseau n'explose pour monter à bord. Simultanément, Victor, ayant détecté la signature énergétique de Clank, se téléporte vers le vaisseau amiral des Rangers et l'aborde. Clank parvient à le vaincre en utilisant un Lance-foudre, Victor n'étant pas imperméable et traité contre la rouille. Sur le Déplanétiseur, Drek capture Ratchet qui voit avec stupéfaction la trahison de Qwark. Drek éjecte Ratchet à bord du navette de sauvetage où il insiste impuissant à la destruction de Novalis.
Quelques jours plus tard, Ratchet est retourné travailler au garage avec Grimroth, se sentant responsable de la destruction de Novalis, malgré le fait que tous les habitants aient pu être évacués à temps. Les Rangers et Clank le rejoignent pour le convaincre de revenir parmi eux et finissent par y arriver. Elaris informe alors qu'elle a décrypté les données récupérées sur Quartu : Drek a prélevé une partie de chaque planète détruite et en compte associer les morceaux ensemble pour créer une nouvelle planète pour les blargs. En effet, Quartu étant trop polluée, cela fait 50 ans que les blargs étaient contraints de vivre sous terre et Drek à l'intention de remédier à cela, quitte à priver d'autres habitants de leur foyer. La prochaine cible du Déplanétiseur est également la planète Umbris mais Elaris a remarqué que le noyau de cette planète étant instable, sa destruction pourrait entrainer celle de toute la galaxie. Écoutant vraiment Elaris pour la première fois, ils modifient leur vaisseau amiral en y intégrant de multiples magnétiseurs.
Sur le Déplanétiseur désormais en orbite autour d'Umbris, Qwark décide de parler avec Drek après avoir croisé Néfarious. Il reproche à Drek de ne pas avoir tenu sa promesse de ne faire de mal à personne sur Novalis et le met en garde sur le caractère de Néfarious, qui a été déclaré mort à la suite d'une explosion. En effet, Néfarious est le prédécesseur de Elaris au sein des Rangers mais n'ayant jamais eu la moindre considération de la part de Qwark, il avait fini par devenir un criminel. Une fois Qwark parti, Néfarious rejoint Drek et profite de l'inattention du blarg pour le transformer avec son Moutonnator puis de l'éjecter sur la nouvelle Quartu bientôt terminée, matérialisé par le Déplanétiseur peu de temps avant. Il sait pertinemment que la galaxie sera détruite en cas de Déplanétisation de Umbris, il a en effet gagné la confiance de Drek progressivement et l'a convaincu que Umbris peut servir à sa nouvelle planète.
Alors qu'il s'apprête à fuir après avoir enclenché le compte-à-rebours du Déplanétiseur, les blargs informent Néfarious de l'arrivée des Rangers. Ratchet et Clank sont envoyés sur l'arme pour retarder le tir le plus de temps possible pendant que les autres Rangers se servent des magnétiseurs pour diriger le faisceau de l'arme vers la nouvelle Quartu. Arrivés à la salle de commande, les deux amis affrontent Qwark mais alors qu'il s'apprête à les achever, Ratchet arrive à le convaincre que ce n'est pas en participant à la destruction d'une nouvelle planète que sa cote de popularité augmentera. C'est à ce moment que Néfarious les rejoint et les affronte. Toutefois, le déplacement du Déplanétiseur par les Rangers entraine son inclinaison, les obligeant à arrêter le combat pour éviter de chuter. Néfarious parvient à activer le faisceau mais par chance, ce dernier n'est plus pointé sur Umbris mais sur la nouvelle Quartu qui se retrouve détruite entrainant Drek dans la mort.
Ratchet sauve Qwark alors que Néfarious s'apprêtait à utiliser son T.E.L.T sur lui. Déséquilibré, le savant fou chute dans le faisceau. Alors que le Déplanétiseur est attiré par la gravité de Umbris, les trois héros se téléportent de justesse sur le vaisseau amiral des Rangers tandis que l'arme blarg s'écrase sur la planète. Les Rangers sont accueillis en héros sur Kerwan à l'exception de Qwark qui est arrêté et Ratchet qui a préféré retourner sur Veldin à son travail de mécanicien. Clank le rejoint plus tard, désirant rester avec lui.
Sur le site du crash du Déplanétiseur sur Umbris, après avoir été robotisé à la suite de ses blessures, Néfarious s'extirpe de l'épave.

## Fiche technique
- Titre original : Ratchet & Clank
- Titre français et québécois : Ratchet et Clank[1],[2],[3]
- Réalisation : Kevin Munroe (en), Jericca Cleland
- Producteur : Brad Foxhoven, David Wohl, Kylie Ellis
- Producteur exécutif : Michael Hefferon, Kevin Munroe, Richard Rionda Del Castro, David Charles Sheldon[4]
- Superviseur de la production : Kim Dent Wilder
- Producteur associé : Anita Ho, Ashley Scott Irving, Jaclyn MacRae
- Coordinateur de production : Eimear Kelly, Karina Partington
- Musique : Evan Wise, David Bergeaud, Michael Bross
- Société de production : Rainmaker Entertainment, PlayStation Originals, Blockade Entertainment, CNHK Media China et Cinema Management Group
- Société de distribution :  États-Unis : Gramercy Pictures ;  France : La Belle Company
- Langue : anglais
- Durée : 94 minutes (1 h 34)
- Dates de sortie :
  -  France : 13 avril 2016
  -  États-Unis : 29 avril 2016[5]

## Distribution

### Voix originales
- James Arnold Taylor : Ratchet[6]
- David Kaye : Clank[7]
- Jim Ward : Capitaine Qwark[8]
- Paul Giamatti : Drek
- Andrew Cownden : Zed
- Sylvester Stallone : Victor
- John Goodman : Grimroth
- Rosario Dawson : Elaris
- Bella Thorne : Cora
- Lee Tockar : Mr Micron, Ollie
- Vincent Tong : Brax
- Armin Shimerman : Dr Nefarious
- Jemaine Clement : Dallas Wannanamaker

### Voix françaises
- Lucas « Squeezie » Hauchard : Ratchet
- Xavier Fagnon : Clank
- Patrick Poivey : Capitaine Qwark
- Bernard Alane : Drek
- Kevin Tran : Zed
- Alain Dorval : Victor
- Christophe Lemoine : Dr Néfarious
- Antoine Tomé : Grimroth
- Ingrid Donnadieu : Elaris
- Célia Asensio : Cora
- Emmanuel Garijo : M. Micron, Ollie
- Jhon Rachid : Brax

### Voix québécoises
- Philippe Martin : Ratchet
- Benoît Brière : Clank
- Daniel Picard : Capitaine Qwark
- Pierre Auger : Drek
- Sébastien Dhavernas : Dr Nefarious
- Yves Corbeil : Grimroth Razz
- Pierre Chagnon : Victor Von Ion
- Tristan Harvey : Dallas Wanamaker
- Sébastien Reding : L'admirateur de Qwark
- Frédéric Desager : Zed
- Hélène Mondoux : Elaris
- François Trudel : Mr Micron

Sources doublage : AlloCiné (VF) et doublage.qc.ca (VQ)

## Développement

### Production
L'adaptation du jeu sur grand écran a été annoncée sur le blog officiel de PlayStation le 23 avril 2013 en mettant en ligne un premier teaser.
Le film est produit par le studio Rainmaker Animation domicilié à Vancouver au Canada.

### Bande originale
La bande originale est composée par Adam Young, Emily Wright et Matthew Thiessen et interprétée par Owl City.

### Adaptation
En parallèle à la sortie du film, un jeu vidéo nommé Ratchet and Clank sort sur PlayStation 4. Il s'agit de la reprise du premier épisode de la série Ratchet and Clank, en se basant sur des éléments inédits et liés au film. Le jeu sera, contrairement au film, très bien accueilli avec d'excellentes critiques et ventes[réf. nécessaire].

## Accueil

### Critiques
Ratchet et Clank est très mal accueilli par les médias de presse. En effet, le site web Rotten Tomatoes recense 17 % de critiques favorables et un score moyen de 4,1/10 sur la base de 71 avis collectées, tandis que le site d'agrégateurs de notes Metacritic recueille une moyenne de 29/100 sur la base de 19 critiques récoltées. En France, le film obtient une moyenne de 2,2 "étoiles" sur 5 pour les critiques de la presse sur Allociné, sur la base de 5 critiques. Seule critique positive, Yves Grosjean, journaliste de TF1 News, estime qu'il est un « vrai film d'animation fun et accessible à tous que le doublage français rend encore plus hilarant »[réf. nécessaire]. Parmi les critiques mitigées, Véronique Trouillet, de Studio Ciné Live, trouve que cette adaptation est « peu attractive visuellement » et « manque aussi d'inventivité dans l'écriture » tandis que Jean Serroy, de Le Dauphiné Libéré, estime que « les amateurs apprécieront, sauf peut-être le doublage qui a été changé »[réf. nécessaire]. Pierre-Julien Marest, de Télérama, prévient que « [la] fatigue de l'œil » et « [la] torture de l'ouïe » sont au programme; et pour le journaliste Yann Lebecque, de L'Ecran fantastique, « les citations, emprunts, et autres clins d'œil tombent tous à plat, ce qui n'aide en rien le scénario cousu de fil blanc »[réf. nécessaire].

### Box-office
Le film connait un échec commercial cuisant. En France, Ratchet and Clank ne réalise que 97 190 entrées durant sa première semaine d'exploitation tandis qu'aux États-Unis, il ne rapporte que 4,87 millions de dollar américain durant son premier week-end.
| Pays       | Box-office    |
| ---------- | ------------- |
| Monde      | ~12 000 000 $ |
| États-Unis | 8 821 329 $   |
| France     | 1 240 710 $   |

## Autour du film

### Controverses sur la version française
Lors de l'avant-première presse française du film, James Stevenson, l'animateur de communauté d'Insomniac Games présent lors de la séance, annonce que Ratchet est incarné dans la version française par le youtubeur Lucas Hauchard, connu sous le pseudonyme Squeezie, décision prise par le distributeur du film français La Belle Company et la boîte de doublage AGM Factory. De plus, Martial Le Minoux, Hervé Caradec et Philippe Peythieu, comédiens habituels des jeux de la saga, sont respectivement remplacés par Xavier Fagnon, Patrick Poivey et Christophe Lemoine dans les rôles de Clank, du capitaine Qwark et du docteur Néfarious.
La présence de Squeezie au casting, ainsi que celles des vidéastes web Jhon Rachid et Kevin Tran dans des rôles secondaires, provoque un bad buzz sur les réseaux sociaux et forums francophones. Une pétition est lancée afin de redoubler le film avec les voix d'origine. Cette dernière obtient notamment le soutien de Marc Saez, premier comédien à avoir doublé Ratchet en français,. La pétition n'aboutit finalement pas.
Lors de sa sortie en salles, le film n'est exploité qu'en version française, qui se révèle avoir pris beaucoup de libertés, renforçant la polémique :
- Les réseaux sociaux Twitter et YouTube sont mentionnés à plusieurs reprises ;
- Igor et Grichka Bogdanoff sont cités par plusieurs personnages ;
- Néfarious est prononcé « Nefarius » ;
- Une référence à South Park est effectuée par Néfarious qui cite une réplique célèbre de Eric Cartman[26], personnage également doublé par Christophe Lemoine ;
- Des injures absentes de la version originale[26],[27] ;
- Le T.E.L.T, acronyme de « T'Éclater La Tronche », arme la plus puissante des jeux Ratchet and Clank, devient le Teltron pour « T'éclater la chetron ».

### Clins d'œil
Quelques clins d’œil, accordés au monde du jeu vidéo mais tous liés à Insomniac Games, sont présents dans le scénario du film. D'abord, lorsque Clank recherche, via les données déjà présentes dans son bloc mémoire, l’identité de l'espèce de Ratchet, il le compare avec Daxter et Sly Cooper. Ce sont deux personnages principaux de licences vidéo-ludiques — issus respectivement des séries Jak and Daxter et Sly — appartenant à Sony et ayant été des concurrentes amicales à la franchise Ratchet and Clank sur la PlayStation 2. Par ailleurs, la musique du jingle de démarrage de la PlayStation est audible quand Qwark démarre l'ordinateur de bord d'un vaisseau des Rangers Galactiques. Enfin, au moment où Ratchet et Clank rencontre pour la première fois Elaris dans son bureau, elle joue à un jeu vidéo ; qui s'agit être Ratchet and Clank 3, d'après les extraits montrés sur le téléviseur, et montrant de réelles séquences de gameplay de l'opus, plus précisément la toute première planète, Veldin.